# 輕鐵第三期列車
輕鐵第三期列車，乃港鐵的直交傳動輕鐵車輛型號之一，在輕鐵使用，由九廣鐵路公司擁有，於兩鐵合併後租予港鐵公司營運。車隊編號為1091－1110，又名「Goninan車輛」。
自從第一期輕鐵列車全面完成現代化翻新工程及第二期輕鐵列車於2023年2月26日全數退役後，本列車成為目前唯一及最後一款在港鐵系統中行走的前九鐵塗裝輕鐵列車。

## 簡述
為配合輕鐵的發展，九鐵公司於1997年向澳洲UGL Rail（A.Goninan）（該公司其後成為市區綫現代化列車翻新工程承辦商）購買20輛輕鐵車輛，供輕鐵系統使用。這款輕鐵投入服務初期，只會固定行駛來往田景至屯門碼頭的507線；另外這款列車剛開始正式載客時，列車行駛會產生刺耳的噪音，不久把噪音問題解決。
這款輕鐵車輛乃香港輕鐵系統車輛中，首次使用VVVF-IGBT逆變器及交流牽引電動機的輕鐵車輛，亦是首款以電子路線牌顯示行駛的路線資料及車尾設有路線編號顯示的列車，又是唯一一款以綠色電子路線顯示屏的輕鐵車輛（其餘的都是橙黃色）。此款車輛於出廠及投入服務時已是塗上九鐵的新塗裝；此外，該批車輛於2005年將車廂內部重組；包括將座位減至26個及企位增加至259個，並增加5組Poach seats（俗稱「半座位」），可容納最多共17人。
現時，這款列車在各條輕鐵路線均有行駛。而在輕鐵705線通車初期，拖卡班次的車輛更是全數採用這款列車行駛，直至大部份輕鐵第4期列車投入服務後才有所改變。
由2011年12月起陸續為該批車輛的三個輪椅停泊位加裝輪椅軟墊板，並加設安全帶，以及拆除半座位。
這款列車的開關門聲跟市區綫現代化列車的H-Stock（都城嘉慕電動列車第3代列車）十分相似，都是採用相同的氣動門並加裝滅聲器，因為兩者的氣動車門制動組件乃同一型號産品。

## 車輛重新投入服務

### 編號1091列車
2013年12月17日，早上8時50分，一輛往天水圍的706綫列車（編號1091），在天湖站關門準備再開車之際，尾卡車頂突然冒煙。有乘客隨即通知車長，車長廣播要求160名乘客落車，轉乘下班列車，車長根據車務控制中心指示，駛去天水圍站，交由一名督導員駛進洪天路緊急月台，將尾卡車廂與架空電纜分開截斷電源，不久尾卡頂部陷入火海，火燄濃煙直沖而上。職員曾試圖用滅火筒救火，可是火勢太猛猶如杯水車薪，消防接報到場，出動兩條喉及兩隊煙帽隊灌救，約20分鐘將火撲熄，幸無人受傷。尾卡車廂車頂冷氣機位置嚴重焚毀，膠椅被燒至蓉蓉爛爛，輕鐵服務並無受影響，消防證實起火位置於車廂冷氣裝置。1091於2016年1月開始復修工程，已於2016年5月完成，2016年9月4日重新投入服務。

## 圖集

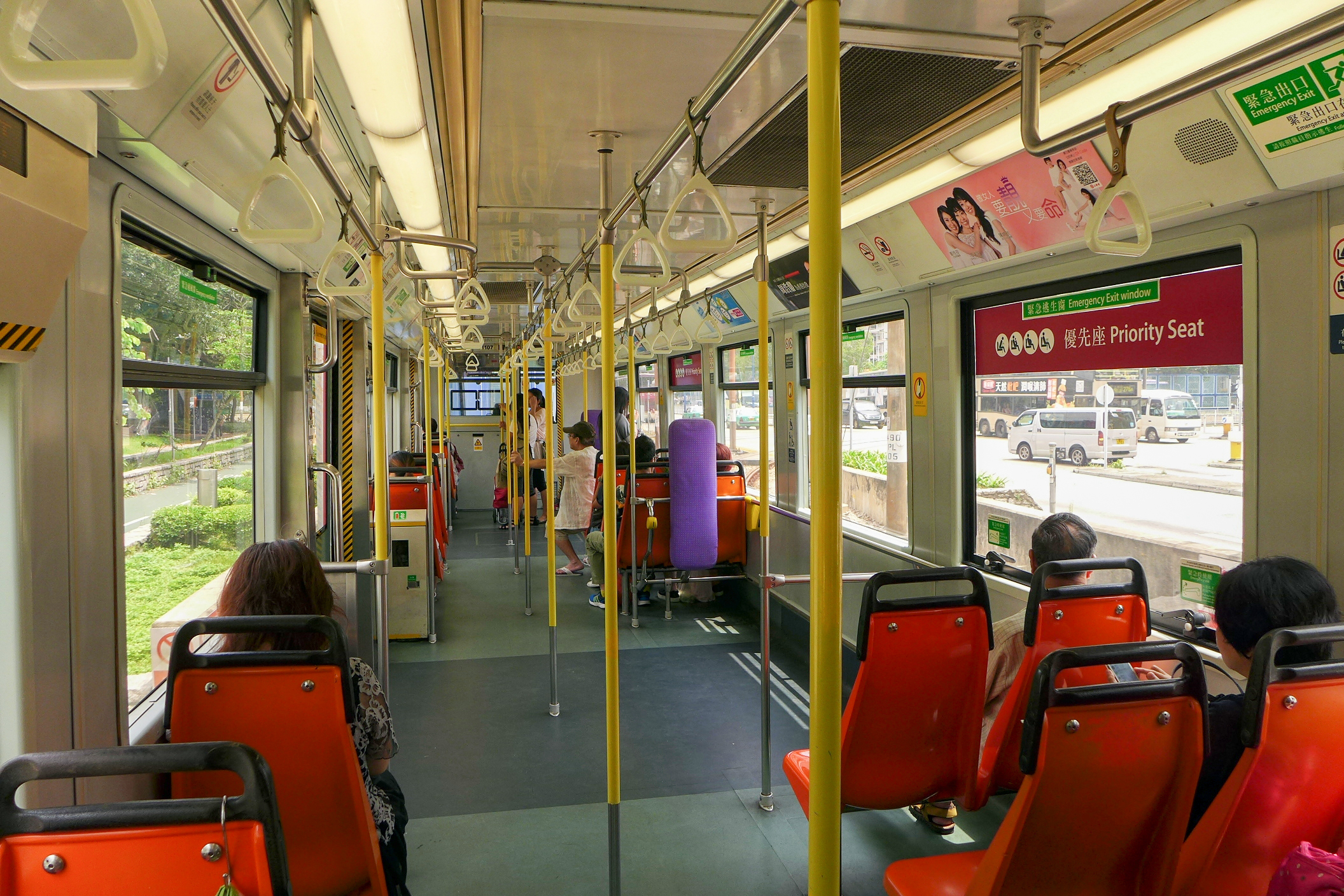
列車內部
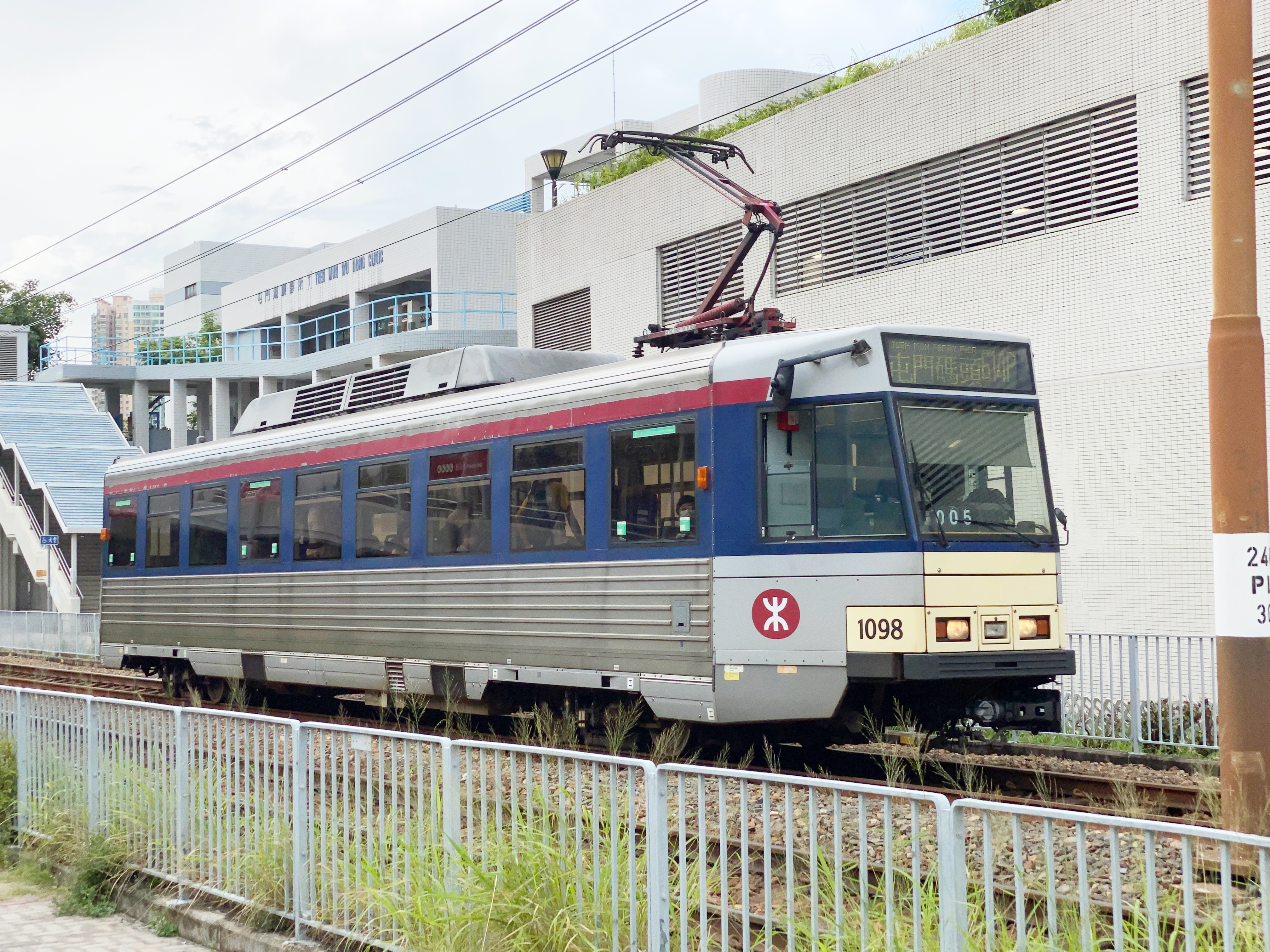
正行走614P綫的Goninan輕鐵車輛（2020年7月）
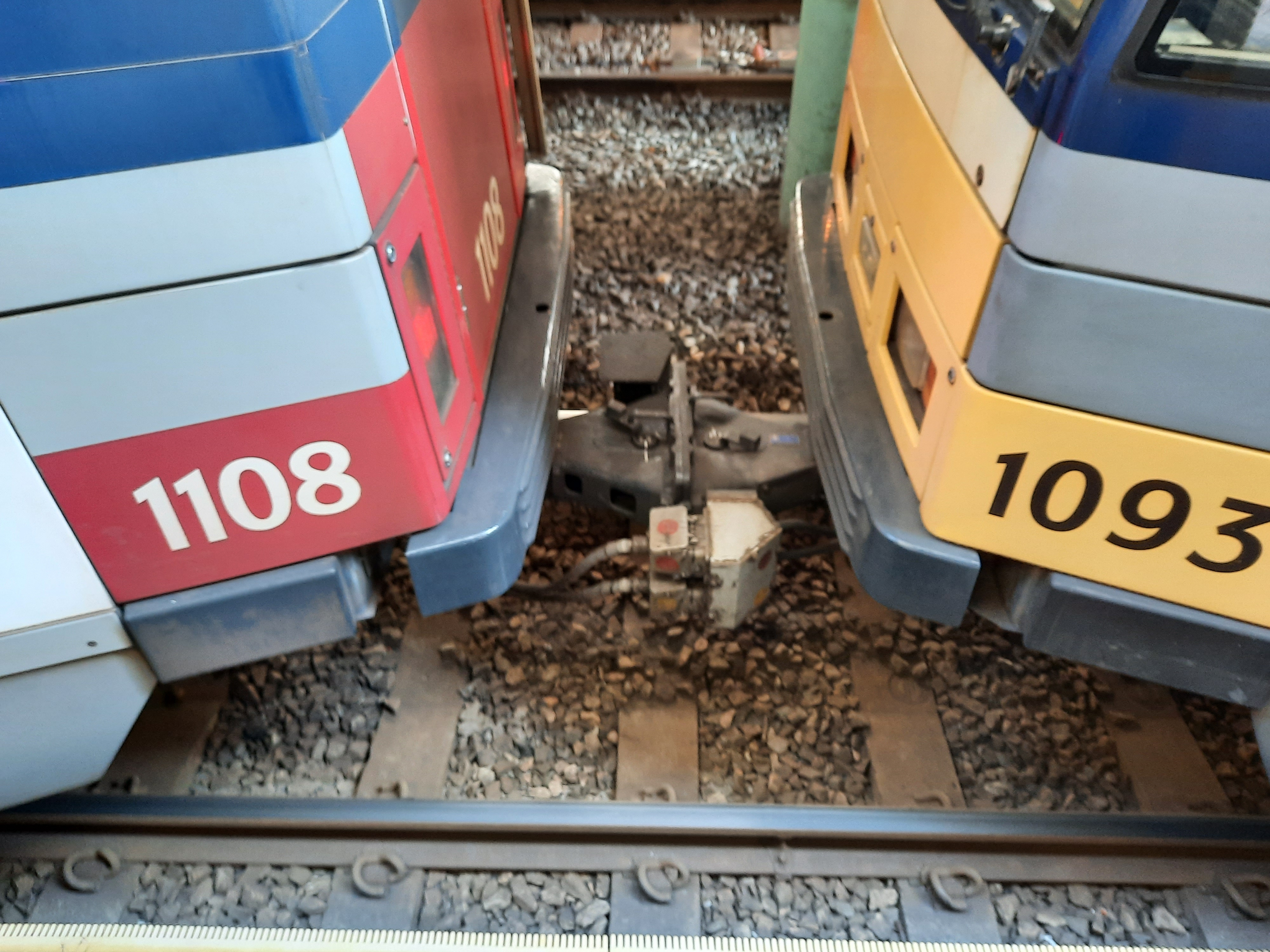
車輛連接器及腳踏
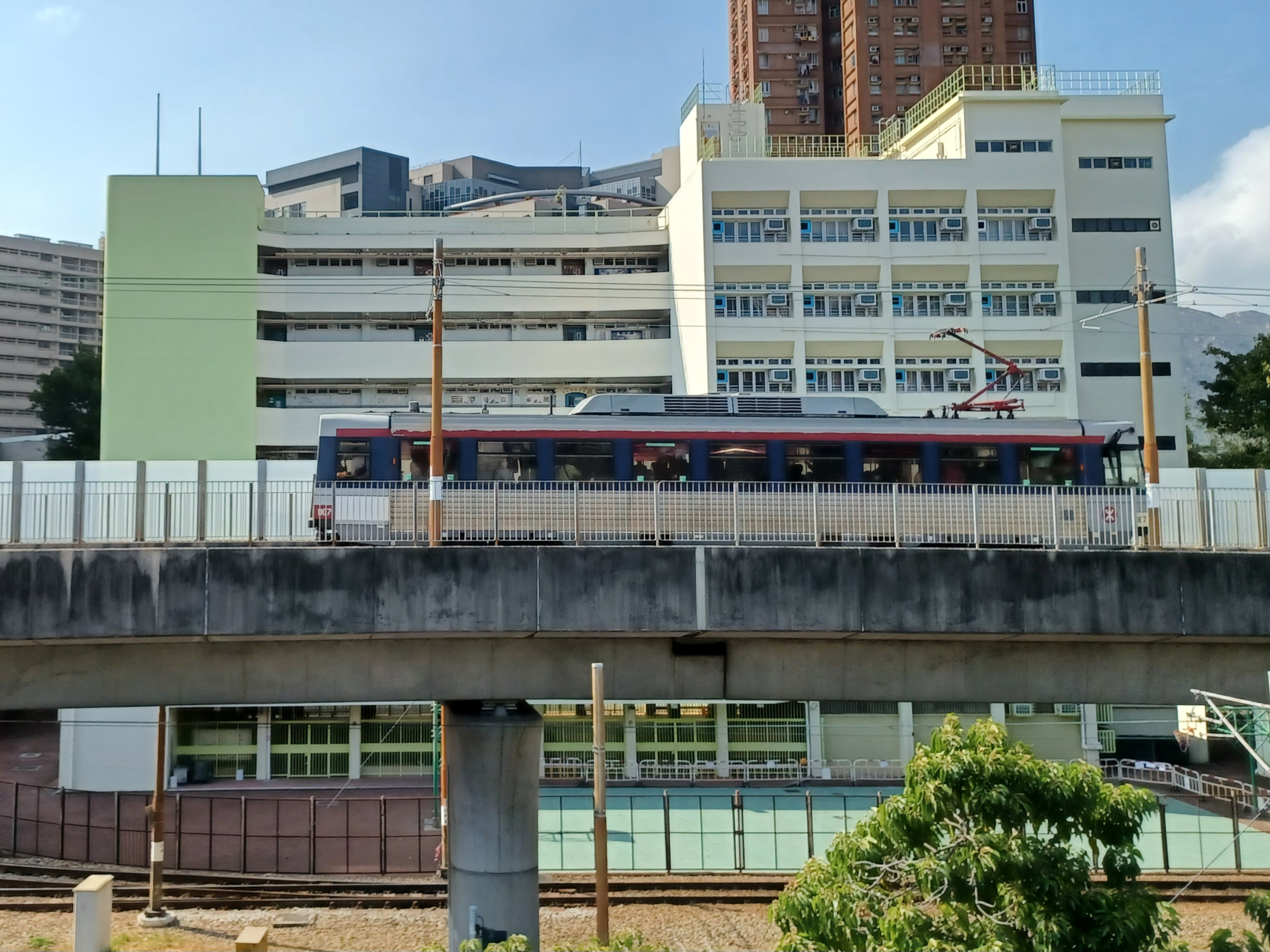
輕鐵第三期列車在屯門官立小學校舍前經過

## 外部連結
- 香港鐵路大典上的相关条目：輕鐵第三期列車